# Robert Braidwood
Robert John Braidwood, född 29 juli 1907 i Detroit, Michigan, död 15 januari 2003 i Chicago, var en amerikansk arkeolog och antropolog.

## Kort biografi
1926 började Robert Braidwood studera vid University of Michigan och 1929 tog han examen i arkitektur. Han arbetade sedan flera månader på ett arkitektkontor i Detroit. Men depressionen i USA  fick honom överge en karriär inom arkitektur. Braidwood återvände till University of Michigan för studier i antik historia och antropologi. Han tog sin Bachelor of arts 1932 och mastersexamen 1933. Under studierna blev Braidwood inbjuden av sin lärare i antik historia Leroy Waterman att tjänstgöra som inventerare med arkitektur som ämnesområde för University of Michigans arkeologiska expedition till Seleukia, ett område söder om Bagdad. Han deltog under en nio månader lång fältsäsong. Den erfarenheten inspirerade Robert Braiwood att bli arkeolog. 1934 anslöt han som fältassistent till en forskningsexpedition till Amouq i nuvarande Turkiet som anordnades av orientaliska fakulteten vid University of Chicago. Arkeologen James Henry Breasted var expeditionens ledare. Denne blev sedan handledare till Breadwood då han doktorerade. 
Braidwood arbetade för expeditionen 1933 till 1938. På en återresa till USA träffade han Linda Schreiber som han kände sedan  studietiden i Detroit. Han gifte sig med henne 1937. Hon blev sedan hans medarbetare i  den arkeologiska forskningen och är medförfattare till flera av hans arbeten. Braidwood tillbringade sedan andra världskriget i det amerikanska flygvapnet, där han sysslade med meteorologi. 1942 disputerade han vid University of Chicago på avhandlingen The comparative archaeology of early Syria: from the time of the earliest known village cultures through the Akkadian period. Han fick en fast anställning 1945 vid Orientaliska fakulteten som lärare. Han stannade hela sin yrkesverksamma tid vid institutionen i Chicago till sin pensionering 1978. Vid pensioneringen var han professor.

## Vetenskaplig verksamhet
Expeditionen till Amouq i Hatay, Turkiet, var en av de första vetenskapliga arkeologiska expeditionerna som arbetade med noggrann datering av artefakter, och hade en omsorgsfull kartläggning, och ett fullständigt fyndregister. Redan 1947 hade Braidwood kännedom om  kol14-datering genom sin kollega Willard Libby vid Chicago. Han började tidigt använda denna metod för att göra sina dateringar mer exakta.

### Jarmo
År 1947 startades Jarmo-projektet i Irak av Institutet för orientaliska studier i Chicago. Nu var Braidwood ledare för projektet. Projektets mål var att med utgrävningar hitta bevis för hur den tidiga livsmedelsproduktion utvecklades, det vill säga hur övergången till jordbruk gick till. Man ville miljöekologiskt förklara jordbrukets ursprung och de tidiga konsekvenser av jordbruket för samhället. Projektet blev tvärvetenskapligt och samlade arkeologer, biologer och geologer i en banbrytande forskning. National Science Foundation stöttade arbetet från 1954. Det var ett av de första antropologiska forskningsprojekt som fick ett sådant stöd. När den politiska situationen i Irak försämrades 1958 till följd av den irakiska regimens krigföring mot den kurdiska befolkningen i bergen, tvingades Braidwood sluta arbeta i landet.1959 fortsatte han med liknande projekt på andra sidan gränsen i Iran men bara till 1960. 
Dick Harrison förklarar i en artikel i Svenska Dagbladet varför Jarmo har blivit känt för banbrytande arkeologiska utgrävningar och tolkningar. Bakom forskningen var frågan om när och varför människan tog steget från insamling av vildväxande sädesslag till att odla själv. Denna fråga ville Braidwood ha svar på av utgrävningarna i Jarmo på 1940- och 1950-talen. Jarmo var en by med omkring 150 invånare i 25 hus, alltså en stor bosättning vid denna tid. Byn grundades omkring 7090 f.Kr. och fortlevde i ungefär 2000 år. Utgrävningsplatsen hade tolv boplatslager. Bebyggelsen var uppförda av lerklinade hus på stengrunder med enkla jordgolv. 
Innan Braidwoods arbete i Jarmo var uppfattningen att jordbruket hade uppstått på grund av en klimatförsämring med svår torka cirka 8000 f.Kr den så kallade oasteorin. Befolkningen tvingades bosätta sig vid oaser och floder. Teorin övergavs då det visade sig att klimatförsämringen inte hade inträffat och att de tunga jordarna på flodslätterna var svårbearbetade och inte var troliga som utgångspunkt för primitivt jordbruk.
Utgrävningar vid Jarmo förändrade forskningen helt. Näringsintaget i Jarmo var mycket differentierat bland annat sniglar, ärtor, nötter, vilt växande sädesslag men också och odlade saker som korn, linser, emmervete och enkornsvete. Jordbruket uppstod inte vid floder och oaser utan på bergssluttningarna i bördiga halvmånen, där det växte flera sädesarter vilt. Braidwoods slutsatser mötte dock invändningar. Vid Jeriko fanns inga vildväxande sädesslag. Jeriko var en större och äldre ort än Jarmo med befästning som valts ur försvarssynpunkt inte ur försörjningssynpunkt. Experiment visade att det var mindre arbetskrävande för en familj eller by att införskaffa en årsförbrukning av spannmål genom att skörda vildväxande emmervete än att odla vetet. Vildväxande sädesslag innehöll mer näring än den tidens odlade spannmål. Alltså återstod flera frågeställningar innan man kunde förklara hur agrarsamhället växte fram.
Medvetet anlagda odlingar uppkom då människor bosatte sig permanent på platser som Jeriko, där åkrar var nödvändiga för att överleva. Jordbruksteknik var onödig på bergssluttningar, med rikliga regn och vildväxande säd, men var nödvändiga vid muromgärdade byar och tidiga större samhällen. Jarmos roll i jordbrukets uppkomst var stor, men inte ensam avgörande. Men Jarmo hade stor betydelse för den vidare forskningen om jordbrukets uppkomst.

### Çayönü
Han arbetade senare i Turkiet ända fram till 1970-talets slut. Det gemensamma förhistoriska projektet mellan Istanbul och Chicago, leddes samfällt av Braidwood och Halet Çambel och startade 1963. Projektet inleddes med fältarbete 1963-1964. Först gjordes en regional inventering, men sedan flyttades fokus till den märkliga byplatsen Çayönü, Denna by var åtskilliga hundra år äldre än Jarmo men med mer intressant arkitektur, och genom boplatsens fynd av en mångfald av artefakter bland dessa världens äldsta kopparföremål och lämningar efter textilier. Projektet arbetade på platsen under en längre tid. Çayönü har en artikel på engelska wiki. Utgrävningarna gav starkt stöd för att det i tidsrummet för 12 000 till för 8 000 år sedan skedde en förändring från ett samhälle baserat på jakt och insamling, till ett utvecklat jordbrukssamhälle. Platsen hade en först en neolitisk kultur utan keramik, så kallad prekeramiskt neolitikum. Bland de intressanta fynden är att Sus scrofa, vildsvinet domesticerades troligen i området. Området var också tidigt med att domesticera emmer. Braidwood och hans medarbetare beskrev platsen i PNAS 1974.
Braidwoods mest berömda upptäckter kom från Çayönü. Denna jordbruksby har daterats till att ha varit bebodd 7250-6750 B.C.  Byn hade några mycket gamla byggnader delvis i sten. Andra uppmärksammade fynd var kallhamrade kopparredskap, som små nålar och krokar (de äldsta fynden av kopparredskap i världen). Fynden gav stöd för att man odlat lin och man hittade till hälften fossiliserade textilier. Textilfynden flyttade tillbaka introduktionen av textilier i tiden. Ett mycket intressant fynd var terrazo golv, tillverkade av bränd lera. Tidigare har forskning trott att det var en romersk uppfinning 7000 år senare.

### Bestående resultat
Braidwood menar att han motbevisat teorin om att den neolitiska revolutionen var mycket tidigare än etablerandet av civiliserade samhällen, utan han menar att dessa båda händelser var intimt sammanknutna. Den kronologi som Braidwood etablerade genom sin karriär accepteras fortfarande som giltig och används som stöd för förhistoriska undersökningar i mellersta östern och andra delar av världen. Hans passion för studier av jordbrukets uppkomst fortsätter idag genom tvärvetenskapliga expeditioner över världen. Det systematiska samarbetet mellan olika vetenskaper som Braidwood införde i vetenskapliga expeditioner under sin karriär är fortsatt standard för dagens arkeologer.

## Utmärkelser
1971 tilldelades Braidwood en guldmedalj av Archaeological Institute of America för sitt arkeologiska arbete.

## Publikationer
- Robert Braidwood mest kända bok Prehistoric men kom från 1948 till 1975 ut i åtta upplagor på engelska, varav den fjärde upplagan översattes till svenska 1960 med titeln Människor före historien under medverkan av Carl-Axel Moberg, i översättning av Aslög Davidson och med illustrationer av  Susan T Richert. Boken har också getts ut som E-bok. Prehistoric Mens sjunde upplaga kom ut 1967 som en del i en serie av Field Museum i USA.[17]
- 1950 med L. Braidwood. Jarmo: A village of early farmers in Iraq. Antiquity 24:sidorna189-195.
- 1952 med J. Smith,  C. Leslie. Matarrah: A southern variant of the Hassunan assemblage, excavated in 1948. Journal of Near Eastern Studeis. 11:1-75.
- 1952 From cave to village. Scientific American. 187:sidorna 62-66
- 1952 kom The neareast and the foundations för civilisation: an essay in appraisal of the general evidence.
- 1953 Med L. Braidwood. The earliest village communities of southwestern Asia. Journal of World History  1: sidorna 278-310.
- 1953 Symposium: Did man once live by beer alone? American Anthropologist 55: sidorna 515- 526
- 1954 A tentative relative chronology of Syria from the terminal foodgathering stage to ca. 2000 B.C. (based on the Amuq sequence). In Relative Chronologies in Old World Archaeology, redigerad av R. J. Ehrich, Braidwoods bidrag sidorna  34-41. Chicago: University of Chicago Press.
- 1957 Jericho and its setting in Near Eastern history. Antiquity 31:sidorna 73-81.
- 1957 Means toward an understanding of human behavior before the present , och The Old World: post-Paleolithic. In The Identification of Non-Artifactual Archaeological Materials, ed. W. Taylor, National Research Council Publication 565, Braiwoods bidrag på sidorna 14-16, 26-27. Washington, D.C.: National Academy of Sciences
- 1958 Über die anwendung der radiokarbon-chronologie für das verstandnis der ersten dorfkultur- gemeinschaften in südwestasien. Österreichischen Akademie der Wissenschaften, phil-hist. Klasse. Anzeiger Jahrgang 1958. No. 19:sidorna 249-259
- 1960 The agricultural revolution. Scientific American. 203:130-141.
- 1960 med L. Braidwood. Excavations in the Plain of Antioch:The Earlier Assemblages. A-J. vol. 1. Oriental Institute Publication nummer 61. Chicago: University of Chicago Press
- 1960 med Bruce Howe Prehistoric investigations in Iraqi Kurdistan kom ut i fem upplagor 1960-1972 och finns också som E-bok.
- 1960 med B. Howe och E. Negahban. Near Eastern prehistory. Science 131: sidorna 1536-1541
- 1961 The Iranian Prehistoric Project. Science 133: sidorna 2008-2010.
- 1962 med  G. Willey, Courses toward urban life: archeological considerations of some cultural alternates.  Viking Fund Publications in Anthropology 32. Chicago: Aldin. Konferansrapport redigerad av Braidwood och Gordon R Willey
- 1963 Summary of prehistoric investigations in Kurdistan in relation to climatic change. Arid Zone Research 20. Changes of Climate: Proceedings of the Rome Symposium Organized by UNESCO and WMO, Braidwood sidorna 251-254. Paris: UNESCO
- 1970 Prehistory into history in the Near East. In Radiocarbon Variations and Absolute Chronology, redaktör I. U. Olsson, Braidwood sidorna  81-91. Uppsala, Sweden: The Nobel Symposium 12.
- 1970 Med H. Çambel. An early farming village in Turkey. Scientific American 222: sidorna 50- 56
- 1971 med H. Çambel, C. Redman, och P. J. Watson. Beginnings of village-farming communities in southeast Turkey. PNAS U. S. A. 68:sidorna 1236-1240.
- 1973 Archaeology: View from southwestern Asia. In Research and Theory in Current Archeology, redaktör C. L. Redman, Braidwood sidorna  33-46. New York: Wiley.
- 1973 med H. Çambel, B. Lawrence, C. Redman, och R. Stewart. Beginnings of village-farming communities in southeastern Turkey-1972. PNAS 71:568-572.
- 1974 The Iraq Jarmo Project. In Archaeological Researches in Retrospect, ed. G. Willey,Braidwodd sidorna 61-83. Cambridge, Mass.: Winthrop.
- 1980 Med H. Çambel, redaktörer. The Joint Istanbul-Chicago Universities’ Prehistoric Research Project in Southeastern Anatolia I: Comprehensive View; the Work to Date, 1963-1972. Istanbul: Istanbul Üniversitesi Edebiyat Fakültesi Yayinlari.
- 1981 Archaeological Retrospect 2. Antiquity 55:sidorna 19-26.
- 1981 med H. Çambel och W. Schirmer. Beginnings of village-farming communities in southeastern Turkey: Çayönü Tepesi, 1978 and 1979. J. Field Archaeol. 8:249-258
- 1982 med  Linda S. Braidwood, redaktörer. Prehistoric Village Archaeology in Southeastern Turkey: The Eighth Millennium B.C. Site at Çayönü—its Chipped Stone Industries and Faunal Remains. British Archaeological Reports International Series 138. Oxford: British Archaeological Reports
- 1983 med Linda S. Braidwood, B. Howe, C. A. Reed, och P. J. Watson, eds. Prehistoric Archeology Along the Zagros Flanks. Oriental Institute Publication 105. Chicago: Oriental Institute, University of Chicago Press
- 1983 The Hilly Flanks and beyond: essays on the prehistory of southwestern Asia: presented to Robert J. Braidwood, 15 November 1982. Festskrift till R Braidwood[18]
- 1986 Further thoughts concerning the appearance of village-farming communities east of the Euphrates. IX Türk Tarih Kongresi 1981. Ankara: T. T. K